# Liste der Ministerpräsidenten Bulgariens
Die Liste der Ministerpräsidenten Bulgariens führt die Regierungschefs des bulgarischen Nationalstaats seit dem Jahr 1879 auf. Damals bildete sich mit dem Fürstentum Bulgarien wieder ein bulgarischer Staat.

## MinisterpräsidentenBulgariens

### Fürstentum Bulgarienseit 28. April 1879
| Ministerpräsident | Ministerpräsident | Ministerpräsident                           | Amtsantritt        | Ende der Amtszeit  | Partei/Koalition                      | Kabinette | Regierung | Bemerkung                                                 |
| ----------------- | ----------------- | ------------------------------------------- | ------------------ | ------------------ | ------------------------------------- | --------- | --------- | --------------------------------------------------------- |
| 1.                |                   | Todor Burmow (1834–1906)                    | 17. Juli 1879      | 6. Dezember 1879   | Konservative Partei (KP)              | I.        | 1.        | –                                                         |
| 2. (1)            |                   | Erzbischof Kliment Tarnowski (1840/41–1901) | 6. Dezember 1879   | 5. April 1880      | Konservative Partei (KP)              | I.        | 2.        | –                                                         |
| 3. (1)            |                   | Dragan Zankow (1828–1911)                   | 5. April 1880      | 10. Dezember 1880  | Liberale Partei (LP)                  | I.        | 3.        | –                                                         |
| 4. (1)            |                   | Petko Karawelow (1843–1903)                 | 10. Dezember 1880  | 9. Mai 1881        | Liberale Partei (LP)                  | I.        | 4.        | –                                                         |
| 5.                |                   | Johann Ernrot (1833–1913)                   | 9. Mai 1881        | 13. Juli 1881      | Parteilos                             | I.        | 5.        | kam durch einen Militärputsch am 9. Mai 1881 an die Macht |
| –                 |                   | Vakanz                                      | 13. Juli 1881      | 5. Juli 1882       | Parteilos                             | I.        |           | Amtswahrnehmung durch Fürst Alexander                     |
| 6.                |                   | Leonid Sobolew (1844–1913)                  | 5. Juli 1882       | 19. September 1883 | Parteilos                             | I.        | 6.        | –                                                         |
| 3. (2)            |                   | Dragan Zankow (1828–1911)                   | 19. September 1883 | 11. Juli 1884      | Liberale Partei (LP)                  | II.       | 6.        | –                                                         |
| 4. (2)            |                   | Petko Karawelow (1843–1903)                 | 11. Juli 1884      | 21. August 1886    | Liberale Partei (LP)                  | II.       | 6.        | –                                                         |
| 2. (2)            |                   | Erzbischof Kliment Tarnowski (1840/41–1901) | 21. August 1886    | 24. August 1886    | Konservative Partei (KP)              | II.       | 6.        | –                                                         |
| 4. (3)            |                   | Petko Karawelow (1843–1903)                 | 24. August 1886    | 28. August 1886    | Liberale Partei (LP)                  | III.      | 6.        | –                                                         |
| 7. (1)            |                   | Wassil Radoslawow (1854–1929)               | 28. August 1886    | 10. Juli 1887      | Liberale Partei-Radoslawowisten (LPR) | I., II.   | 7.        | –                                                         |
| 8. (1)            |                   | Konstantin Stoilow (1853–1901)              | 10. Juli 1887      | 1. September 1887  | Konservative Partei (KP)              | I.        | 8.        | –                                                         |
| 9.                |                   | Stefan Stambolow (1854–1895)                | 1. September 1887  | 31. Mai 1894       | Volksliberale Partei (VLP)            | I.        | 9.        | –                                                         |
| 8. (2)            |                   | Konstantin Stoilow (1853–1901)              | 31. Mai 1894       | 30. Januar 1899    | Konservative Partei (KP)              | II., III. | 9.        | –                                                         |
| 10.               |                   | Dimitar Grekow (1847–1901)                  | 30. Januar 1899    | 13. Oktober 1899   | Volksliberale Partei (VLP)            | I.        | 10.       | –                                                         |
| 11.               |                   | Todor Iwantschow (1858–1905/6)              | 13. Oktober 1899   | 25. Januar 1901    | Liberale Partei-Radoslawowisten (LPR) | I., II.   | 11.       | –                                                         |
| 12. (1)           |                   | Ratscho Petrow (1861–1942)                  | 25. Januar 1901    | 5. März 1901       | Parteilos                             | I.        | 12.       | –                                                         |
| 4. (4)            |                   | Petko Karawelow (1843–1903)                 | 5. März 1901       | 4. Januar 1902     | Demokratische Partei (DP)             | IV.       | 12.       | –                                                         |
| 13. (1)           |                   | Stojan Danew (1858–1949)                    | 4. Januar 1902     | 19. Mai 1903       | Progressivliberale Partei (PLP)       | I.        | 13.       | –                                                         |
| 12. (2)           |                   | Ratscho Petrow (1861–1942)                  | 19. Mai 1903       | 5. November 1906   | Parteilos                             | II.       | 13.       | –                                                         |
| 14.               |                   | Dimitar Petkow (1856–1907)                  | 5. November 1906   | 11. März 1907      | Volksliberale Partei (VLP)            | I.        | 14.       | –                                                         |
| –                 |                   | Dimitar Stantschow (1863–1940)              | 12. März 1907      | 16. März 1907      | Parteilos                             | I.        | 15.       | (Interim)                                                 |
| 15.               |                   | Petar Gudew (1862/3–1932)                   | 16. März 1907      | 29. Januar 1908    | Volksliberale Partei (VLP)            | I.        | 15.       | –                                                         |
| 16. (1)           |                   | Aleksandar Malinow (1867–1938)              | 29. Januar 1908    | 5. September 1908  | Demokratische Partei (DP)             | I.        | 17.       | –                                                         |

### Zarentum Bulgarienseit 22. September 1908
| Ministerpräsident | Ministerpräsident | Ministerpräsident                   | Amtsantritt        | Ende der Amtszeit  | Partei/Koalition                      | Kabinette     | Regierung | Bemerkung |
| ----------------- | ----------------- | ----------------------------------- | ------------------ | ------------------ | ------------------------------------- | ------------- | --------- | --------- |
| 16. (2)           |                   | Aleksandar Malinow (1867–1938)      | 5. September 1908  | 29. März 1911      | Demokratische Partei (DP)             | II.           | 17.       | –         |
| 17.               |                   | Iwan Geschow (1849–1924)            | 29. März 1911      | 14. Juni 1913      | Volkspartei (VP)                      | I.            | 18.       | –         |
| 13. (2)           |                   | Stojan Danew (1858–1949)            | 14. Juni 1913      | 17. Juli 1913      | Progressivliberale Partei (PLP)       | II.           | 18.       | –         |
| 7. (2)            |                   | Wassil Radoslawow (1854–1929)       | 17. Juli 1913      | 21. Juni 1918      | Liberale Partei-Radoslawowisten (LPR) | III., IV.     | 18.       | –         |
| 16. (3)           |                   | Aleksandar Malinow (1867–1938)      | 21. Juni 1918      | 28. November 1918  | DP                                    | III., IV.     | 18.       | –         |
| 18.               |                   | Teodor Teodorow (1859–1924)         | 28. November 1918  | 6. Oktober 1919    | Volkspartei                           | I., II.       | 19.       | –         |
| 19.               |                   | Aleksandar Stambolijski (1879–1923) | 6. Oktober 1919    | 9. Juni 1923       | Bauernvolksbund (BANU)                | I.            | 20.       | –         |
| 20.               |                   | Aleksandar Zankow (1879–1959)       | 9. Juni 1923       | 4. Januar 1926     | Demokratische Eintracht               | I.            | 21.       | –         |
| 21.               |                   | Andrei Ljaptschew (1866–1933)       | 4. Januar 1926     | 29. Juni 1931      | Demokratische Eintracht               | I., II., III. | 22.       | –         |
| 16. (4)           |                   | Aleksandar Malinow (1867–1938)      | 29. Juni 1931      | 12. Oktober 1931   | DP                                    | V.            | 22.       | –         |
| 22.               |                   | Nikola Muschanow (1872–1951)        | 12. Oktober 1931   | 19. Mai 1934       | DP                                    | I., II., III. | 23.       | –         |
| 23. (1)           |                   | Kimon Georgiew (1882–1969)          | 19. Mai 1934       | 22. Januar 1935    | Parteilos                             | I.            | 24.       | –         |
| 24.               |                   | Petar Slatew (1881–1948)            | 22. Januar 1935    | 21. April 1935     | Parteilos                             | I.            | 25.       | –         |
| 25.               |                   | Andrei Toschew (1867–1944)          | 21. April 1935     | 23. November 1935  | Parteilos                             | I.            | 26.       | –         |
| 26.               |                   | Georgi Kjosseiwanow (1884–1960)     | 23. November 1935  | 16. Februar 1940   | Parteilos                             | I., II.       | 27.       | –         |
| 27.               |                   | Bogdan Filow (1883–1945)            | 16. Februar 1940   | 9. September 1943  | Parteilos                             | I., II.       | 28.       | –         |
| –                 |                   | Petur Gabrowski (1898–1945)         | 9. September 1943  | 14. September 1943 | Parteilos                             | I.            | 28.       | (Interim) |
| 28.               |                   | Dobri Boschilow (1884–1945)         | 14. September 1943 | 1. Juni 1944       | Parteilos                             | I.            | 29.       | –         |
| 29.               |                   | Iwan Bagrjanow (1891–1945)          | 1. Juni 1944       | 2. September 1944  | Parteilos                             | I.            | 30.       | –         |
| 30.               |                   | Konstantin Murawiew (1893–1965)     | 2. September 1944  | 9. September 1944  | BANU                                  | I.            | 20.       | –         |
| 23. (2)           |                   | Kimon Georgiew (1882–1969)          | 9. September 1944  | 23. November 1946  | Sweno                                 | II., III.     | 31.       | –         |

### Volksrepublik Bulgarienseit 15. September 1946
| Vorsitzender des Ministerrates | Vorsitzender des Ministerrates | Vorsitzender des Ministerrates | Amtsantritt       | Ende der Amtszeit | Partei/Koalition                        | Kabinette     | Regierung | Bemerkung         |
| ------------------------------ | ------------------------------ | ------------------------------ | ----------------- | ----------------- | --------------------------------------- | ------------- | --------- | ----------------- |
| 31.                            |                                | Georgi Dimitrow (1882–1949)    | 23. November 1946 | 2. Juli 1949      | Bulgarische Kommunistische Partei (BKP) | I., II.       | 32.       | im Amt verstorben |
| 32.                            |                                | Wassil Kolarow (1877–1950)     | 2. Juli 1949      | 23. Januar 1950   | BKP                                     | I., II.       | 33.       | im Amt verstorben |
| 33.                            |                                | Walko Tscherwenkow (1900–1980) | 3. Februar 1950   | 17. April 1956    | BKP                                     | I., II.       | 34.       | –                 |
| 34.                            |                                | Anton Jugow (1904–1991)        | 17. April 1956    | 19. November 1962 | BKP                                     | I., II., III. | 35.       | –                 |
| 35.                            |                                | Todor Schiwkow (1911–1998)     | 19. November 1962 | 7. Juli 1971      | BKP                                     | I., II.       | 36.       | –                 |
| 36.                            |                                | Stanko Todorow (1920–1996)     | 7. Juli 1971      | 16. Juni 1981     | BKP                                     | I., II.       | 37.       | –                 |
| 37.                            |                                | Grischa Filipow (1919–1994)    | 16. Juni 1981     | 21. März 1986     | BKP                                     | I.            | 38.       | –                 |
| 38.                            |                                | Georgi Atanassow (1933–2022)   | 21. März 1986     | 3. Februar 1990   | BKP                                     | I., II.       | 39.       | –                 |
| 39. (1)                        |                                | Andrei Lukanow (1938–1996)     | 3. Februar 1990   | 15. November 1990 | BSP                                     | I.            | 40.       | –                 |

### Republik Bulgarienseit 1990
| Ministerpräsident | Ministerpräsident | Ministerpräsident                | Amtsantritt       | Ende der Amtszeit | Partei/Koalition                                         | Kabinette | Regierung | Bemerkung |
| ----------------- | ----------------- | -------------------------------- | ----------------- | ----------------- | -------------------------------------------------------- | --------- | --------- | --- |
| 39. (2)           |                   | Andrei Lukanow (1938–1996)       | 15. November 1990 | 7. Dezember 1990  | BSP                                                      | II.       | 40.       | — |
| 40.               |                   | Dimitar Popow (1927–2015)        | 7. Dezember 1990  | 8. November 1991  | Parteilos                                                | I.        | 41.       | — |
| 41.               |                   | Filip Dimitrow (* 1955)          | 8. November 1991  | 30. Dezember 1992 | Union der Demokratischen Kräfte (SDS)                    | I.        | 42.       | — |
| 42.               |                   | Ljuben Berow (1925–2006)         | 30. Dezember 1992 | 17. Oktober 1994  | Parteilos                                                | I.        | 43.       | — |
| –                 |                   | Reneta Indschowa (* 1953)        | 17. Oktober 1994  | 25. Januar 1995   | Parteilos                                                | I.        | 44.       | (Interim) |
| 43.               |                   | Schan Widenow (* 1959)           | 25. Januar 1995   | 13. Februar 1997  | Bulgarische Sozialistische Partei (BSP)                  | I.        | 45.       | — |
| –                 |                   | Stefan Sofijanski (* 1951)       | 13. Februar 1997  | 21. Mai 1997      | Union der Demokratischen Kräfte (SDS)                    | I.        | 46.       | (Interim) |
| 44.               |                   | Iwan Kostow (* 1949)             | 21. Mai 1997      | 24. Juli 2001     | Union der Demokratischen Kräfte (SDS)                    | I.        | 47.       | Errichtete zur Bekämpfung der Inflation einen Währungsrat, leitete Wirtschafts- und Gesetzesreformen und begann die Gespräche über Beitrittsverhandlungen mit der Europäischen Union |
| 45.               |                   | Simeon Sakskoburggotski (* 1937) | 24. Juli 2001     | 17. August 2005   | Nationale Bewegung für Stabilität und Fortschritt (NDSW) | I.        | 48.       | Zwischen 28. August 1943 und 15. September 1946 Zar (Herrscher Rat) des Königreich Bulgariens                                                                                        |
| 46.               |                   | Sergei Stanischew (* 1966)       | 17. August 2005   | 27. Juli 2009     | BSP                                                      | I.        | 49.       | Führte eine Große Koalition mit den liberalen NDSW und DPS an. |
| 47. (1)           |                   | Bojko Borissow (* 1959)          | 27. Juli 2009     | 13. März 2013     | GERB                                                     | I.        | 50.       | Führte eine Minderheitsregierung an. Nach anhaltenden Protesten in der Bevölkerung gegen Sparmaßnahmen und niedriges Einkommen trat er am 20. Februar 2013 zurück.                   |
| –                 |                   | Marin Rajkow (* 1960)            | 13. März 2013     | 29. Mai 2013      | Parteilos                                                | I.        | 51.       | (Interim) |
| 48.               |                   | Plamen Orescharski (* 1960)      | 29. Mai 2013      | 5. August 2014    | Parteilos                                                | I.        | 52.       | Führte eine Minderheitsregierung, getragen von der BSP und der Partei der ethnischen Türken DPS.                                                                                     |
| –                 |                   | Georgi Blisnaschki (* 1956)      | 5. August 2014    | 7. November 2014  | Parteilos                                                | I.        | 53.       | (Interim) |
| 47. (2)           |                   | Bojko Borissow (* 1959)          | 7. November 2014  | 27. Januar 2017   | GERB                                                     | II.       | 54.       | Führte eine Koalitionsregierung mit dem Reformblock und ABW an. |
| –                 |                   | Ognjan Gerdschikow (* 1946)      | 27. Januar 2017   | 4. Mai 2017       | Parteilos                                                | I.        | 55.       | (Interim) |
| 47. (3)           |                   | Bojko Borissow (* 1959)          | 4. Mai 2017       | 11. Mai 2021      | GERB                                                     | III.      | 56.       | Führte eine Koalitionsregierung aus GERB und Vereinigten Patrioten mit Unterstützung der Wolja Partei an.                                                                            |
| –                 |                   | Stefan Janew (* 1960)            | 11. Mai 2021      | 13. Dezember 2021 | Parteilos                                                | I., II.   | 57.       | (Interim) |
| 48.               |                   | Kiril Petkow (* 1980)            | 13. Dezember 2021 | 2. August 2022    | Wir setzen den Wandel fort (PP)                          | I.        | 58.       | Führte eine Koalitionsregierung aus Wir setzen den Wandel fort, der Bulgarischen Sozialistischen Partei, Es gibt ein solches Volk und Demokratisches Bulgarien an.                   |
| –                 |                   | Galab Donew (* 1967)             | 2. August 2022    | 6. Juni 2023      | Parteilos                                                | I., II.   | 59.       | (Interim) |
| 49.               |                   | Nikolaj Denkow (* 1962)          | 6. Juni 2023      | 9. April 2024     | Wir setzen den Wandel fort (PP)                          | I.        | 60.       | Führte eine Koalitionsregierung aus GERB, Sajus na Demokratitschnite Sili, Wir setzen den Wandel fort und Demokratisches Bulgarien an.                                               |
| –                 |                   | Dimitar Glawtschew (* 1962)      | 9. April 2024     | 16. Januar 2025   | Parteilos                                                | I., II.   | 61.       | (Interim) |
| 50.               |                   | Rossen Scheljaskow (* 1968)      | 16. Januar 2025   |                   | GERB                                                     | I.        | 62.       | Führt eine Koalitionsregierung aus GERB, BSP und ITN an. |